# El Carmen de Pijilí
El Carmen de Pijilí ist eine Ortschaft und eine Parroquia rural („ländliches Kirchspiel“) im Kanton Camilo Ponce Enríquez der ecuadorianischen Provinz Azuay. Die Parroquia besitzt eine Fläche von 181,2 km². Die Einwohnerzahl lag im Jahr 2010 bei 4594. Die Parroquia wurde am 13. März 1969 im Kanton Santa Isabel gegründet. Im Jahr 2002 entstand der Kanton Camilo Ponce Enríquez und El Carmen de Pijilí wurde ein Teil davon.

## Lage
Die Parroquia El Carmen de Pijilí liegt am Westrand der Anden im Westen der Provinz Azuay. Der Ort El Carmen de Pijilí befindet sich auf einer Höhe von 1200 m, 27 km ostnordöstlich des Kantonshauptortes Camilo Ponce Enríque. Im Nordosten erhebt sich der 3710 m hohe Cerro Muyo. Das Areal reicht im Westen bis ins Küstentiefland. Die Flüsse Río La Jagua, Río Balao Grande und Río Gala entwässern das Gebiet nach Westen zum Pazifik.
Die Parroquia El Carmen de Pijilí grenzt im Norden und im Osten an die Parroquias Molleturo und Chaucha (beide im Kanton Cuenca), im Südosten an die Parroquia Shaglli (Kanton Santa Isabel), im Süden an die Parroquias Pucará und Camilo Ponce Enríquez sowie im Westen an die Provinz Guayas mit den Parroquias Balao und Naranjal.